# Луис Цутер
Boudry
Луис Цутер (рођен 2. децембар 1856. у Нешателу – 10. новембар 1946) је швајцарски гимнастичар, који је учествовао на првим Олимпијским играма 1896 у Атини.
Освојио је три медаље, златну у дисциплини коњ са хватаљкама и две сребрне у дисциплинама разбој и прескок. Такмичио се још и у дисциплини вратило, али у њој није забележио значајни резултат.
Гимнастиком је почео да се бави у свом родном месту Нешателу. Његов отац, који му је био и тренер, добио је посао тренера у Атини. Луис је 1893. заједно са оцем дошао у Грчку. Ту су остали све до избијања Грчко-турског рата 1897. године.